# Рино (Охајо)
Рино (енгл. Reno) насељено је место без административног статуса у америчкој савезној држави Охајо.

## Демографија
По попису из 2010. године број становника је 1.293.
| Група             | 2000.    | 2010.         |
| Белци             | 0 (0,0%) | 1.256 (97,1%) |
| Афроамериканци    | 0 (0,0%) | 4 (0,3%)      |
| Азијати           | 0 (0,0%) | 8 (0,6%)      |
| Хиспаноамериканци | 0 (0,0%) | 7 (0,5%)      |
| Укупно            | 0        | 1.293         |